# Wu Tunan
Wu Tunan (chino simplificado: 吴图南, chino tradicional: 吳圖南, pinyin: Wú Túnán, otras transcripciones: Wu Tu Nam, Pekín, 19 de febrero de 1884 - 10 de enero de 1989) fue un gran exponente de las artes marciales chinas. Su apellido mongol era U La Han, y su nombre U La Bu.

## Linaje del Gran Maestro Wu Tunan
El Gran Wu Tunan nació en el año 1884, en la provincia de Pekín, China. Sus padres, bastante ancianos al momento de su nacimiento, celebraron con júbilo el hecho, sin embargo la salud de este niño se encontraba muy débil, casi al borde de la muerte.
En circunstancias que su abuelo y su padre eran importantes oficiales de la Dinastía China, tuvieron la oportunidad de que el médico jefe que atendía a la familia real, doctor Lee, viera al pequeño Wu Tunan. Este doctor descubrió en él muchísimos problemas, tales como asma, epilepsia y otros. A los 6 años de edad, luego de intensos tratamientos y de haber logrado una cierta recuperación, el doctor Lee recomendó a sus padres la práctica de artes marciales como terapia a su aún persistente debilidad que lo hacía presa fácil de enfermedades.
Gracias a su amistad con la familia real, tuvo la oportunidad de comenzar a practicar Tai Chi Quan con el Maestro U Tshien Tshen, hijo del Maestro U Chuan Liu, quien fue discípulo del Gran Maestro Yang Lu Chang, experto del Tai Chi Quan y el mejor exponente de este arte por 200 años.
Durante 8 años el Shizhun Wu Tunan recibió instrucción del Maestro U Tshien Tshen quien lo recomendó luego para un entrenamiento más elevado con el Maestro Yang Shao Hou, quien era el Mayor de los nietos del Maestro Yang Lu Chang y que en ese entonces era el instructor a cargo del Tai Chi Quan de la familia real y el mejor exponente de este arte de su generación.
Cuatro años duró su práctica con él, llegando a conocer la más elevada técnica llamada "Ling Kong Jin", que es la máxima demostración de poder del Tai Chi Quan y que consiste en golpear o botar personas a distancia sin necesidad de tocarlas. Continuó después descubriendo otras artes; Pa Kua y Xingyi, llegando a ser un experto en ellas. El Gran Shizhun Wu Tunan no vivía de la enseñanza de artes marciales, aunque sí escribió varios libros al respecto, tales como: "Ciencia del Tai Chi Quan", "Tai Chi Tao", "Tai Chi y el conocimiento de la longevidad", "Tai Chi en relación a la Sicología", "Artes Marciales Chinas", etc.
Era muy bien considerado como profesor en diversas universidades, como la Universidad de Nam King y la Universidad del Oeste y Norte Unidas. Enseñaba Historia, Sicología y era médico profesional. Era conocido también como arqueólogo y antropólogo.
Murió en 1989 a la edad china de 108 años, siendo en ese momento el máximo exponente de Tai Chi Quan en el mundo.

## Inscripción en la Tumba del Gran Maestro Wu Tunan
Tumba del Shizhun Wu Tunan y de su esposa. Mi Shizhun Wu Tunan era mongoliano; su apellido mongoliano era U La Han y su nombre, U La Bu. Nació en Pekín el 19 de febrero de 1884 y murió el 10 de enero de 1989 a la edad de casi 105 años.
El Shizhun Wu Tunan fue muy inteligente desde pequeño y aprendió con el muy conocido Maestro Yang Shao Hou. Con el tiempo el poder de su arte marcial alcanzó un estándar divino: "Ling Kong Jin", podía lanzar a una persona a más de 10 metros, sin tocarla. En ese entonces era muy conocido en toda China y muchos alumnos lo siguieron para aprender Tai Chi. Durante su vida el Shizhun Wu Tunan promovió el Tai Chi y contribuyó grandemente al Arte Marcial de China.
El Mundo del Arte Marcial lo honró como el máximo Gran Maestro de las Artes Marciales y Tai Chi para siempre.
Nosotros, los dos únicos discípulos especiales, Ma Youqing y Sim Pooh Ho, más el discípulo especial indirecto Li Lian, estamos autorizados para hacer esta tumba especial para honrar y recordar su contribución. Marzo de 1989.